# Palatogobius
Palatogobius is een geslacht van straalvinnige vissen uit de familie van grondels (Gobiidae).

## Soorten
- Palatogobius grandoculus Greenfield, 2002
- Palatogobius paradoxus Gilbert, 1971